# Curling a 2002. évi téli olimpiai játékokon
A 2002. évi téli olimpiai játékokon a curlingtornákat február 11. és 22. között rendezték meg a Utah állambeli Ogdenben.

## Éremtáblázat
(Az egyes számoszlopok legmagasabb értéke, vagy értékei vastagítással kiemelve.)
| A 2002. évi téli olimpiai játékok éremtáblázata curlingben | A 2002. évi téli olimpiai játékok éremtáblázata curlingben | A 2002. évi téli olimpiai játékok éremtáblázata curlingben | A 2002. évi téli olimpiai játékok éremtáblázata curlingben | A 2002. évi téli olimpiai játékok éremtáblázata curlingben | Olimpia  |
| ---------------------------------------------------------- | ---------------------------------------------------------- | ---------------------------------------------------------- | ---------------------------------------------------------- | ---------------------------------------------------------- | -------- |
|                                                            | Ország                                                     | Arany                                                      | Ezüst                                                      | Bronz                                                      | Összesen |
| 1.                                                         | Norvégia (NOR)                                             | 1                                                          | 0                                                          | 0                                                          | 1        |
|                                                            | Nagy-Britannia (GBR)                                       | 1                                                          | 0                                                          | 0                                                          | 1        |
|                                                            |                                                            |                                                            |                                                            |                                                            |          |
| 3.                                                         | Kanada (CAN)                                               | 0                                                          | 1                                                          | 1                                                          | 2        |
|                                                            | Svájc (SUI)                                                | 0                                                          | 1                                                          | 1                                                          | 2        |
|                                                            |                                                            |                                                            |                                                            |                                                            |          |
| Összesen                                                   | Összesen                                                   | 2                                                          | 2                                                          | 2                                                          | 6        |

## Érmesek

### Férfi torna
| A 2002. évi téli olimpiai játékok érmesei férfi curlingben                     | A 2002. évi téli olimpiai játékok érmesei férfi curlingben         | A 2002. évi téli olimpiai játékok érmesei férfi curlingben                         | A 2002. évi téli olimpiai játékok érmesei férfi curlingben |
| ------------------------------------------------------------------------------ | ------------------------------------------------------------------ | ---------------------------------------------------------------------------------- | ---------------------------------------------------------- |
| Arany                                                                          | Ezüst                                                              | Bronz                                                                              |                                                            |
| Norvégia (NOR)                                                                 | Kanada (CAN)                                                       | Svájc (SUI)                                                                        |                                                            |
| Pål Trulsen Lars Vågberg Flemming Davanger Bent Ånund Ramsfjell Torger Nergård | Kevin Martin Don Walchuk Carter Rycroft Don Bartlett Ken Tralnberg | Andreas Schwaller Christof Schwaller Markus Eggler Damian Grichting Marco Ramstein |                                                            |

### Női torna
| A 2002. évi téli olimpiai játékok érmesei női curlingben                | A 2002. évi téli olimpiai játékok érmesei női curlingben                 | A 2002. évi téli olimpiai játékok érmesei női curlingben               | A 2002. évi téli olimpiai játékok érmesei női curlingben |
| ----------------------------------------------------------------------- | ------------------------------------------------------------------------ | ---------------------------------------------------------------------- | -------------------------------------------------------- |
| Arany                                                                   | Ezüst                                                                    | Bronz                                                                  |                                                          |
| Nagy-Britannia (GBR)                                                    | Svájc (SUI)                                                              | Kanada (CAN)                                                           |                                                          |
| Rhona Martin Deborah Knox Fiona MacDonald Janice Rankin Margaret Morton | Luzia Ebnöther Mirjam Ott Tanya Frei Laurence Bidaud Nadia Röthlisberger | Kelley Law Julie Skinner Georgina Wheatcroft Diane Nelson Cheryl Noble |                                                          |